# Soroti (stad)
Soroti is een stad in het (midden) oosten van Oeganda. Het had anno 2005 ongeveer 44.000 inwoners en is de hoofdstad van het gelijknamige district Soroti. In deze regio woont het volk de Teso. De stad heeft net als Lira een aansluiting op de hoofdweg van Pakwach naar Mbale. Deze wordt echter alleen gebruikt voor goederenvervoer. Soroti ligt vlak bij het Kyogameer (Lake Kyoga) en het heeft een kleine luchthaven.
In 1904 werd er door de Britse koloniale overheid een administratiepost geopend in Soroti, bij de rots die de stad domineert. De plaats werd gekozen om haar strategische ligging en de aanwezigheid van stromend water. Op de plaats van deze administratiepost werd later Lukiiko Hall gebouwd. In 1912 werd Soroti de hoofdplaats van de toenmalige regio Teso. Er vestigden zich ook Aziatische handelaren in Soroti.
In 1960 werd een rooms-katholieke parochie gesticht in Soroti. Sinds 1980 is Soroti de zetel van een rooms-katholiek bisdom.
Een bekend persoon uit Soroti is de artiest Geoffrey Oryema uit het genre world music - Afro-pop - rock muziek. Hij is op 16 april 1953 geboren in Soroti en is op 22 juni 2018 op 65-jarige leeftijd overleden in zijn woonplaats Parijs. 

## Beelden

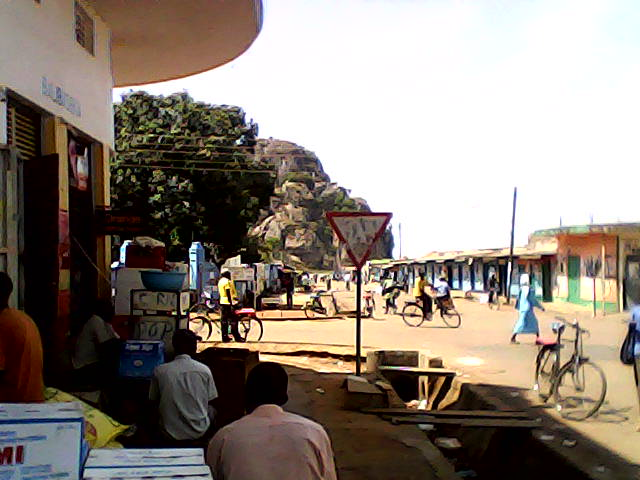
Soroti Rock
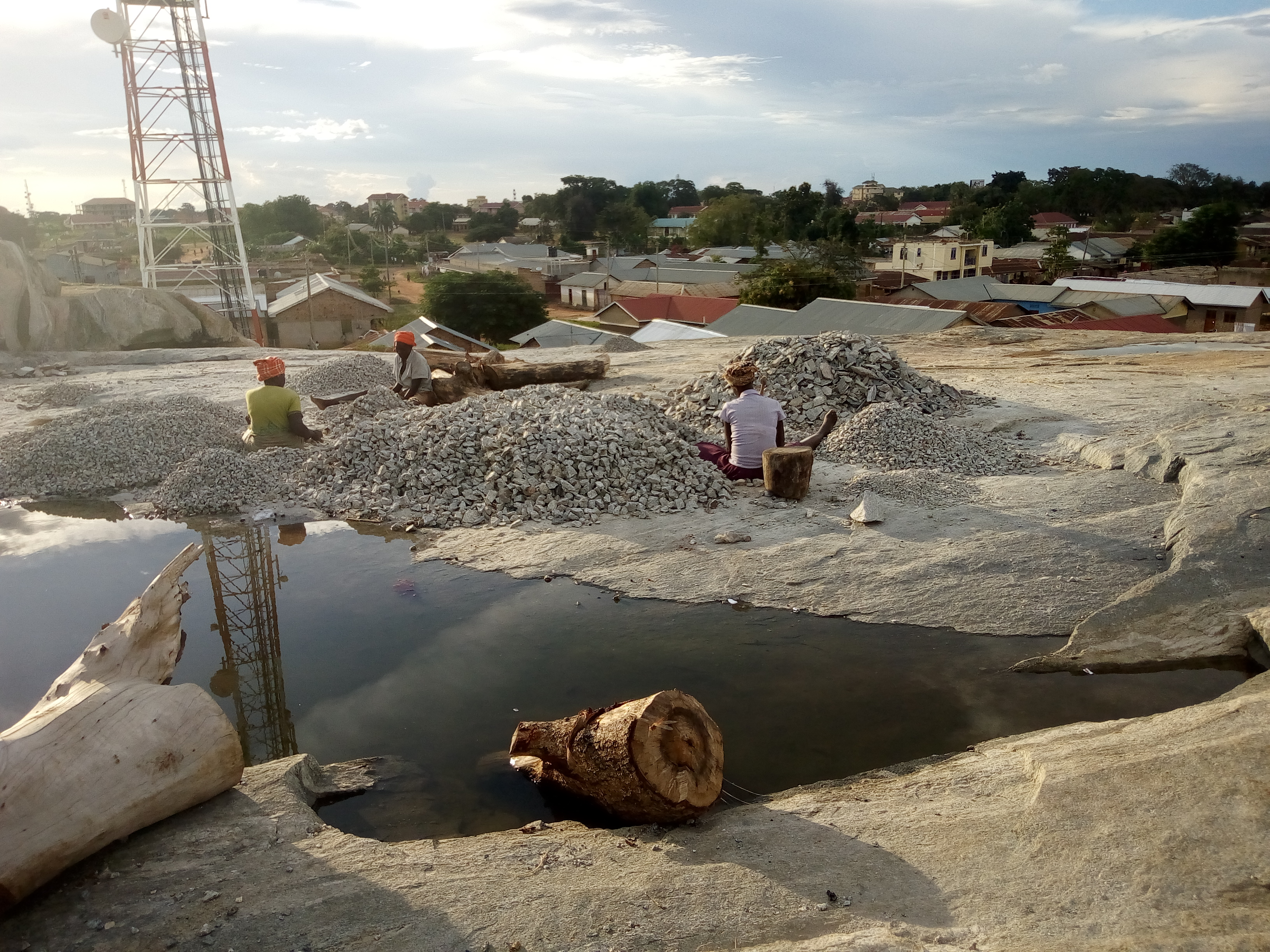
Artisanale steengroeve
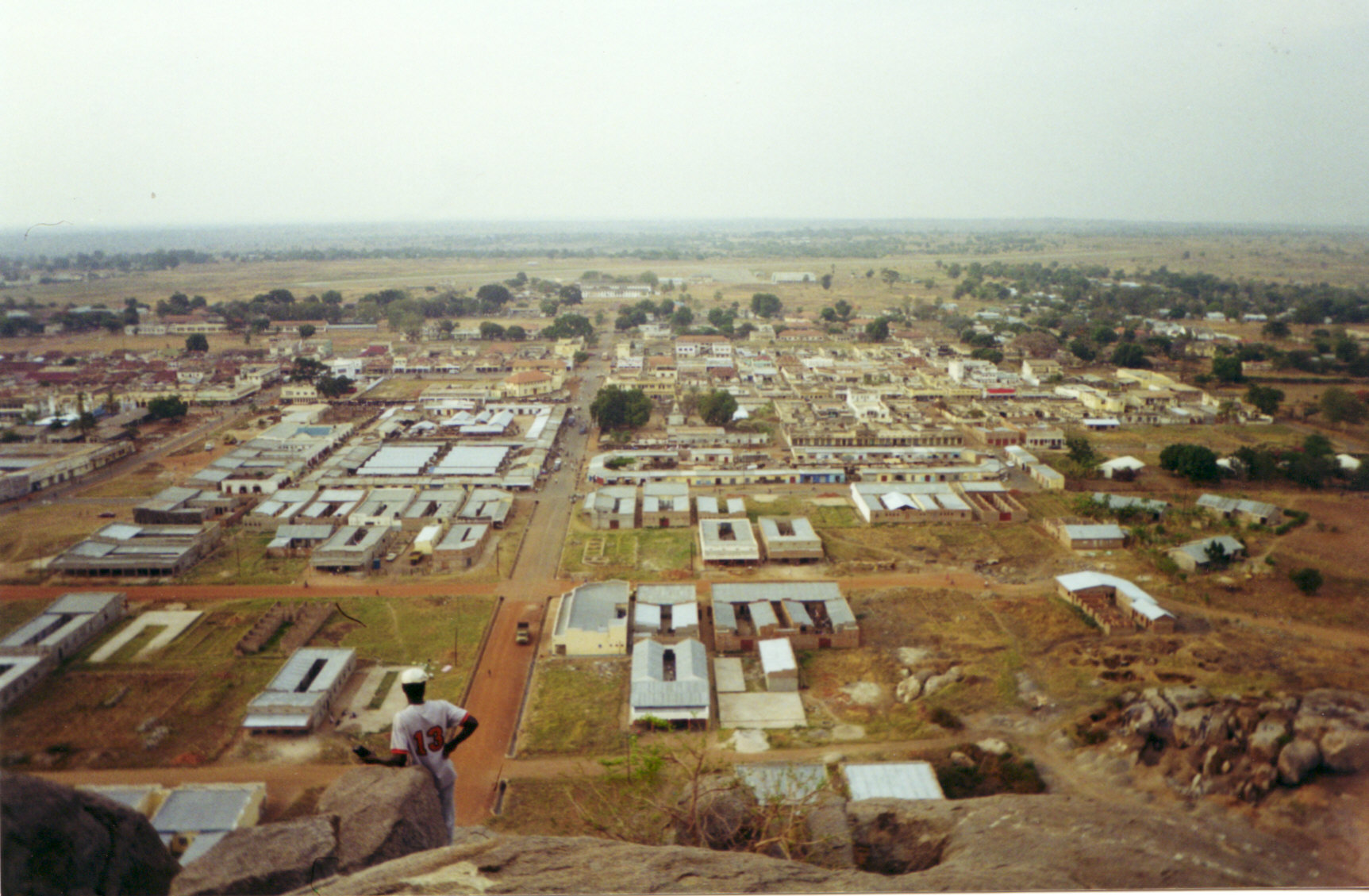
Zicht op de stad vanop de rots